# San Niculò (Pontresina)

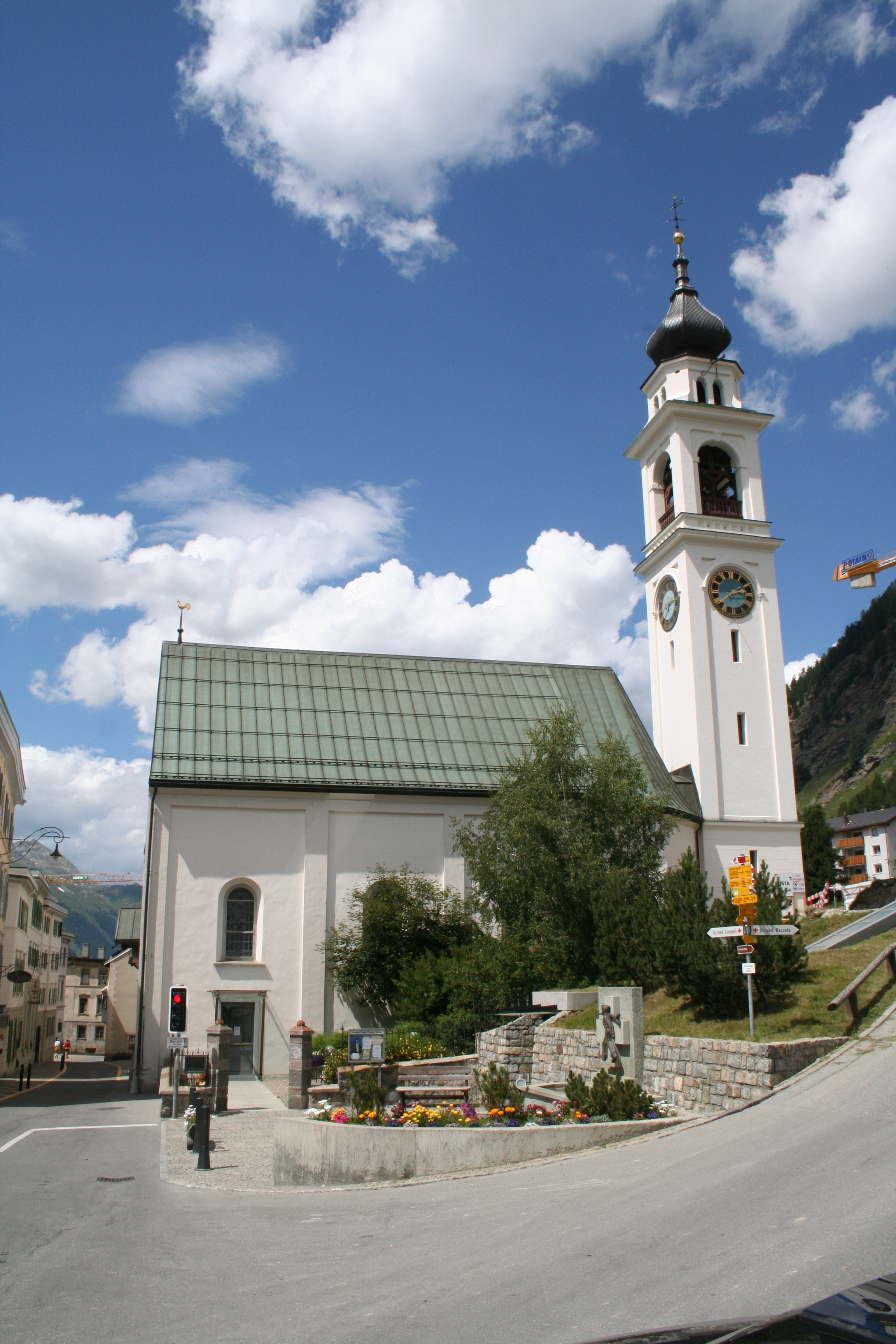
San Niculò

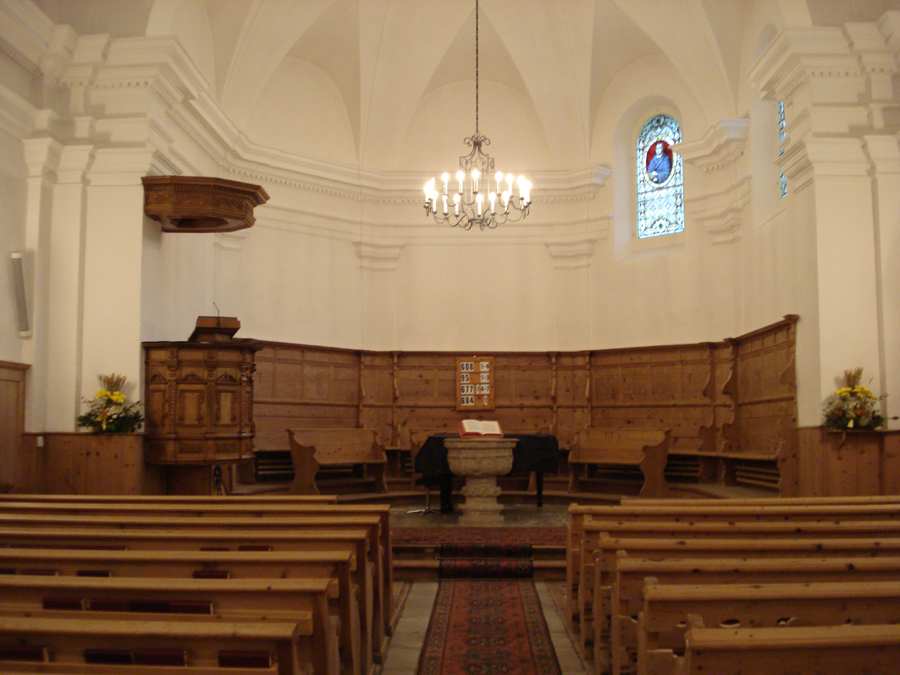
Das Kircheninnere

San Niculò (rätoromanisch im Idiom Puter, deutsch Sankt Nikolaus) ist die evangelisch-reformierte Dorfkirche in Pontresina im Oberengadin, Kanton Graubünden. Das Gebäude steht unter kantonalem Denkmalschutz.

## Geschichte und Baugeschichte
Am Standort der heutigen Kirche im Dorfteil Laret stand eine vorreformatorische, St. Nikolaus geweihte Kapelle. 1640 wird die heutige Kirche nach Vorschlägen von Gaudenz von Planta errichtet. 1720/21 werden die beim Dorfbrand von 1718 zerstörten Dächer erneuert. Die Turmuhr wird 1845 eingebaut. Der heute in der Chorachse liegende und an das Kirchgebäude anschliessende Turm stand früher an der Nordseite des Schiffs. 1887 versetzte der Architekt Jakob Ragaz den Turm in alter Form an die heutige Stelle. So erhielt er wieder den achteckigen Aufsatz und die alte Zwiebelhaube von 1720. Seine Wetterfahne nennt mit 1887 das Jahr der Versetzung. Renovationen 1958 (mit Bau der Orgelempore), 1976 und 1997 (Innenrenovation).
Die Kirche San Niculò diente kurz nach ihrer Fertigstellung als Vorbild für den Bau der Kirche Bel Taimpel in Celerina.

## Äusseres
Die Kirche ist ein barocker Längsbau mit Satteldach und Polygonalchor. Die Wände sind strukturiert mit Lisenen. Auf der Südseite befinden sich fünf Rundbogenfenster, drei an der Schiffs- und zwei an der Chorwand. Die Türe des Westportals (heute geschlossen, da diese direkt auf die Hauptstrasse mündet) stammt von 1820/30, die Schnitzereien teilweise noch von 1640. Die Türe ist flankiert von Säulen, die einen Dreiecksgiebel mit einem Obelisken in der Mitte stützen. Der Turm am Chorscheitel ist mit Ecklisenen verziert. Über dem hohen Glockengeschoss mit Rundbogen stehen ein achteckiger Aufsatz mit gepaarten Öffnungen und darüber eine eingeschnürte Zwiebelhaube (1720). Der obligate goldene Hahn sitzt auf dem Giebel der Westfassade.

## Inneres
Die nach Osten gerichtete barocke Anlage stimmt im Grundriss, den Massverhältnissen und der Wandgliederung mit der Kirche Bel Taimpel in Celerina/Schlarigna überein. und unterscheidet sich in der Wölbung nur dadurch, dass der ganze Chor untere einer Halbkugel liegt, also nicht eine schmale Tonne vorgeschaltet wie in Bel Taimpel Celerina. Auch fehlt die Akantusornamenthik in den Medaillons und dem Fries. Auffallend ist die Verstärkung der Nordwand. Die das Hauptgesims durchbrechenden Fenster schliessen im Halbbogen und sind in dieser Form wohl jüngeren Datums. Die Glasmalereien in den Fenstern im Chor und der Südwand wurden von Oskar Berbig, Glasmalerei Zürich ausgeführt und zeigen die Reformatoren Martin Luther, Huldrych Zwingli und  Pietro Paolo Vergerio.

## Kanzel
Polygonaler Korpus. Die Pilaster mit Flechtband, die Füllungen mit zartgliedrigen Intarsien ausgelegt, am Sockel Reliefranken. Kassetierter Schalldeckel. Gemäss Erwin Poeschel eine treffliche Arbeit aus der Zeit um 1650.

## Taufstein
Spätgotischer Taufstein aus Rauhwacke , vermutlich aus Santa Maria (Pontresina) übernommen. Ähnliche Form wie die Taufsteine in Bel Taimpel Celerina, Reformierte Kirche Chamues-ch und San Bastiaun (Zuoz), doch ohne Kranz von Schildchen.

## Orgel
Im Jahr 1897 erhielt die Kirche eine Orgel von Orgelbau Kuhn Männedorf (Opus 157). Diese pneumatische Orgel hatte zwei Manuale und neun Register und war im Chor aufgestellt. Bergdruck und hohe Luftfeuchtigkeit setzten dieser Orgel zu. 1957 wurde auf der gegenüberliegenden Westseite im Schiff eine Orgelempore für die aktuelle Orgel von Metzler Orgelbau errichtet. Diese Orgel hat zwei Manuale Pedal und 18 Registern auf Schleifladen. Beide Manualwerke haben ein vollständiges Plenum. Die Orgel kombiniert als einziges Instrument im Engadin mechanische Spiel- mit elektrischer Registraturtraktur.

## Glocken
Im Turm hängen vier Glocken, drei von der Glockengiesserei Theus, Felsberg aus den Jahren 1877 und 1887 sowie eine historische Glocke aus dem Jahre 1521:
- Glocke 1: Durchmesser 120 cm. Gewicht ca. 1075 kg. Inschrift: *SAIN FUNDIEU 1781 - SAIN NUOV 1877* Gebr. Theus Felsberg (1877). Bilder: Kranz um Commune Pontresina; Hand vor gegossen. Ein Engel; oben Girlanden, unten Blumenornament rundum.
- Glocke 2: Durchmesser 105 cm. Gewicht ca. 732 kg. Inschrift: *IN ALGREZCH'E DOLUR MIA VUSCH CLER RESUNA A DIEU SAI' ONUR, CHI PÊSCH A VUS DUNA*. Fondieu dals Frers Theus a Felsberg (1887). Bilder: Kranz um Pontresina. :Ein Engel, 2 Engelchen mit Krone, oben Girlanden, unten Blumenornament rundum.
- Glocke 3: Durchmesser 82 cm. Gewicht ca. 365 kg. Inschrift: *URA ET LAVURA*. Fondieu dals Frers Theus a Felsberg (1887). Bilder: oben Girlande, unten Blumenornament rundum.
- Glocke 4: Durchmesser 72 cm. Gewicht ca. 250 kg. Inschrift *SANTE DEUS, SANCTE FORTIS ET IN MARTALIS MISERERE NOBIS 1521*. Bilder: St. Michael, Kreuzigungsgruppe, der Auferstandene. Oben Girlanden, unten Stabreihen rundum. Im Giessermedaillon: N. DE MAYLAM.

Die früheren Glocken 1 und 2 waren nach Nüscheler Mskr. im Jahre 1781 von Rageth Mathis in Chur gegossen, die Glocke 3 dito im Jahr 1782.
Im Jahr 2020 wurden die abgenützten Aufhängungen der Glocken, die Läutmaschine und die Antriebsräder der Turmuhr durch die Firma Muff Kirchturmtechnik, Triengen einer grossen Revision unterzogen.

## Kirchliche Organisation
Kirchlich gehörte Pontresina im Mittelalter zu Samedan, war aber 1520 bereits eine Kaplanei mit zwei Priestern (Reg. clericorum) und wurde wohl bald nach der Loslösung von Celerina/Schlarigna (1527) selbständige Pfarrei. In jedem der drei Dorfteile stand schon vor der Reformation ein Gotteshaus: Im Oberdorf Santa Maria, im mittleren St. Spiritus (weshalb das Quartier San Spiert hiess) und im unteren, Laret genannt, St. Nikolaus (romanisch: San Niculò). Pontresina trat 1549 unter Pietro Paolo Vergerio zum evangelischen Glauben über. Seit 2017 gehört sie zur Kirchgemeinde Oberengadin (romanisch: Baselgia evangelica-refurmeda Engiadin'Ota), umgangssprachlich Refurmo genannt, innerhalb der Evangelisch-reformierten Landeskirche Graubünden.